# Store Restrup Herregård

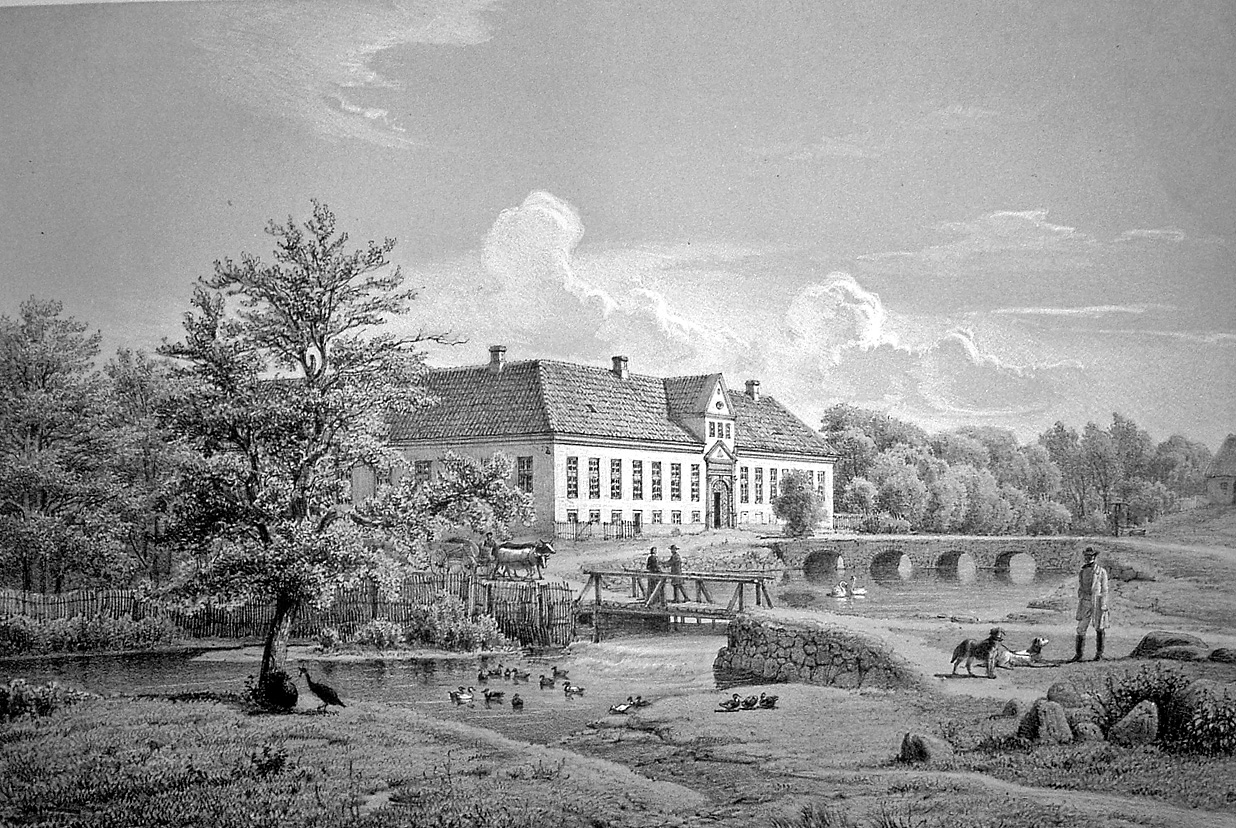
Store Restrup vers 1860

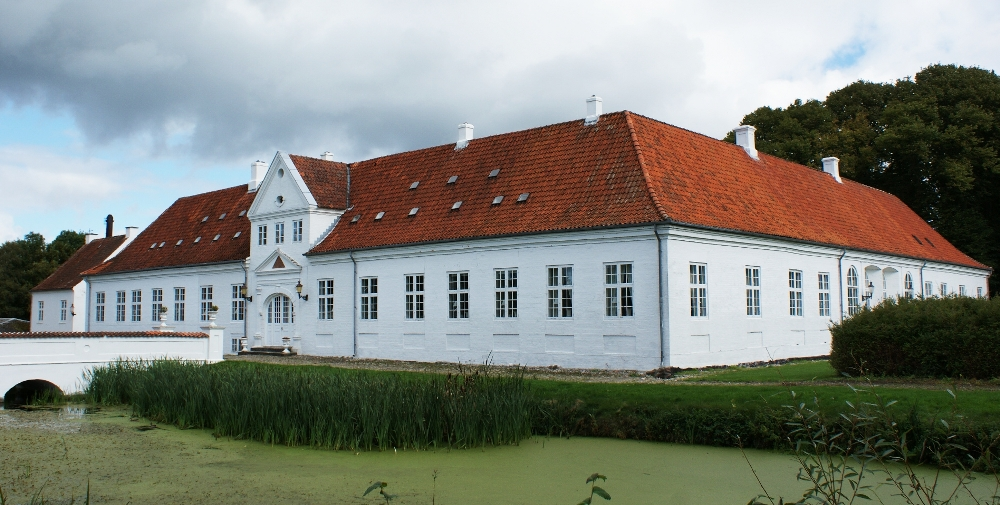
Store Restrup Herregård, 2009

Store Restrup Herregård est un village danois près d'Aalborg.